# Timothy Adams
Timothy Adams, född 4 augusti 1967 i Belleville i New Jersey, är en amerikansk skådespelare.

## Uppväxt
Adams växte upp i Harrison i New Jersey. Han är mellanbarnet i en familj med fem barn. Det gick bra för Adams i skolan, men han blev ofta utslängd för att ha varit clownig. Idrott var en av hans största passion, och han utmärkte sig i varenda sport han provade på. När han spelade fotboll med några vänner slet han sönder ett ligament i sitt ben, och fick vara på rehab i sex månader. Under rehabilitationen bestämde han sig för att pröva något han alltid velat testa: att underhålla.

## Karriär
Adams började som modell på Boss modeling agency, vilket ledde till skådespelarkarriären. Första rollen i TV hade han som Lt. Adam McIntyre i Guiding Light. Han spelade också en tysk terrorist i Bruce Willis-filmen Die Hard - Hämningslöst.
I Sunset Beach spelar han livräddaren Casey Mitchum.

## Filmografi
- 1995 - Die Hard - hämningslöst